# Two-photon 3-D optical data storage
Het two-photon 3-D optical data storage is een opslagmedium dat in 2006 werd ontwikkeld door de University of Central Florida. Het omvat een dvd die duizend gigabyte aan data kan bevatten. Dit is voldoende om een collectie van ruim vijfhonderd films op één schijfje te plaatsen, of een muziekverzameling van tienduizend audio-cd's.
De enorme opslagcapaciteit wordt bereikt via 3D-technieken. Hierbij worden er niet alleen meerdere lagen, maar ook meerdere golflengtes gebruikt (via verschillende kleuren). Hiervoor wordt de disc beschreven met twee lasers die de lagen beschrijven met een veel grotere nauwkeurigheid dan nu het geval is.